# Kotpad
Kotpad là một thị xã và là nơi đặt ủy ban khu vực quy hoạch (notified area committee) của quận Koraput thuộc bang Orissa, Ấn Độ.

## Nhân khẩu
Theo điều tra dân số năm 2001 của Ấn Độ, Kotpad có dân số 14.914 người. Phái nam chiếm 50% tổng số dân và phái nữ chiếm 50%. Kotpad có tỷ lệ 59% biết đọc biết viết, thấp hơn tỷ lệ trung bình toàn quốc là 59,5%: tỷ lệ cho phái nam là 68%, và tỷ lệ cho phái nữ là 50%. Tại Kotpad, 13% dân số nhỏ hơn 6 tuổi.